# Ikoma (Nara)
Ikoma (生駒市 Ikoma-shi?) es una ciudad localizada en la prefectura de Nara, Japón. En julio de 2019 tenía una población estimada de 117.003 habitantes y una densidad de población de 2.201 personas por km². Su área total es de 53,15 km².

## Geografía

### Localidades circundantes
- Prefectura de Nara
  - Nara
  - Yamatokōriyama
  - Heguri
  - Ikaruga
- Prefectura de Kioto
  - Kyōtanabe
  - Seika
- Prefectura de Osaka
  - Hirakata
  - Daitō
  - Higashiōsaka
  - Shijōnawate
  - Katano

## Demografía
Según datos del censo japonés, la población de Ikoma ha aumentado en los últimos años.
| Año del censo | Población |
| ------------- | --------- |
| 1995          | 106.726   |
| 2000          | 112.830   |
| 2005          | 113.686   |
| 2010          | 118.113   |
| 2015          | 118.233   |